# Helma von Feldmann
Helma von Feldmann (* 10. Januar 1903; † um 1989) war eine deutsche Bildhauerin und als Rundfunkredakteurin auch Leiterin des Frauenfunks beim Süddeutschen Rundfunk.

## Leben
Helma von Feldmann wuchs in Hamburg auf und kam 1943 nach Baden-Württemberg, wo sie später in Freiberg am Neckar ihren Wohnsitz nahm. Ihre künstlerische Ausbildung erhielt sie an der Werkkunstschule Hamburg, an der Akademie der Bildenden Künste in Nürnberg und an der Internationalen Sommerakademie für Bildende Kunst in Salzburg. Außerdem betrieb sie Studien bei Franz Anton Coufal (Wien), bei Gino Bogoni (Verona) und bei Francesco Somaini (Como).
Die Künstlerin war auch von 1945 bis 1951 als Rundfunkredakteurin und Leiterin des Frauenfunks beim Süddeutschen Rundfunk tätig.

### Arbeit als Leiterin des Frauenfunks (1945 – 1951)
Helma von Feldmann kam 1943 nach Stuttgart. Sie arbeitete dort zunächst für eine Gesellschaft für politische Werbung. Nach Kriegsende erhielt sie Kontakt zum Rundfunk, der damals unter amerikanischer Kontrolle stand. Nach Einsendung einiger ihrer Manuskripte wurde sie bei Radio Stuttgart eingestellt. Hier wurde sie nach kurzer Zeit zur Leiterin des Frauenfunks ernannt, der am 7. Januar 1946 mit dem Programm „Haus und Heim“ erstmals auf Sendung ging.
Helma von Feldmann war es als Hörfunk-Redakteurin ein besonderes Anliegen, sich mit sozialen Fragen und der Lebensgestaltung von Frauen zu beschäftigen. In der direkten Nachkriegszeit beschäftigte sich das Frauenprogramm von Radio Stuttgart (ab 1950 in Süddeutscher Rundfunk (SDR) umbenannt) entsprechend mit Fragen der Alltagsbewältigung unter den desolaten Rahmenbedingungen unmittelbar nach dem Zweiten Weltkrieg – zum Beispiel mit Fragen der Lebensmittelversorgung, der Wohnungssuche oder der Suche nach Angehörigen.
Als Leiterin des Frauenfunks entwickelte von Feldmann viele neue Hörfunkreihen, wie: „Für die Frau“, „Winke und Kniffe“, „Wir wollen helfen“ (zur Unterstützung bedürftiger Menschen), „Aus dem Reich der Frau“ oder „Die Frau im öffentlichen Leben“.

## Werk
Helma von Feldmann schuf Plastiken und Reliefarbeiten; ihre bevorzugten Materialien waren Ton, Aluguss, Bronze und Acrylglas. Sie wurde 1965 mit dem Förderungspreis der Internationalen Sommerakademie Salzburg und 1975 in Meersburg mit dem Ersten Preis für Plastik der Fédération Internationale Culturelle Feminine ausgezeichnet. Einzelausstellungen mit ihren Werken fanden ab 1969 statt.
Mehrere ihrer Werke wurden von der öffentlichen Hand angekauft, unter anderem von der Stadt Salzburg, der Stadt Hückelhoven, der Stadt Heilbronn, vom Landratsamt Ludwigsburg, vom Land Baden-Württemberg und von den Regierungspräsidien in Stuttgart und Karlsruhe.

## Auszeichnungen
- 1965 Förderungspreis der Akademie Salzburg
- 1975 Erster Preis für Plastik, Fédération Internationale Culturelle Feminine, Meersburg